# Škoda 109E
A ČD 380 sorozat, cseh univerzális, három áramnemű villamosmozdony-sorozat. A Škoda 109E Emil Zátopek sorozatának képviselője – a ČD operátor által használt verzió (109E0 gyári típusjelű a prototípushoz,  109E1 gyári típusjelű tömegtermeléshez).

## Története
A mozdonyt a cseh Skoda gyár fejlesztette ki a České dráhy részére. A fejlesztés 2004-ben kezdődött. A mozdonyra azért volt szükség, mert a ŽSSK 350 és a ČD 371/ČD 372 mozdonyok már nem feleltek meg a mai kor igényeinek: elöregedtek, megbízhatóságuk csökkent. A másik ok az volt, hogy Budapesttől vagy Bécstől Berlinig közlekedő EuroCity-vonatok háromféle felsővezetéki rendszer (3 kV egyenáram, 15 kV 16,7 Hz váltakozó áram, 25 kV 50 Hz váltakozó áram) alatt közlekednek. Így mozdonycserére van szükség, minden ilyen vonaton Prágában (Praha-Holešovice) cserélnek mozdonyt. A Bécsbe illetve Bécs felől közlekedő vonatokon pedig Břeclav-ban is mozdonyt cserélnek. Az első  kezdeményezés a mozdonycserélés ellen a Pendolino (ČD 680 sorozat) üzembeállítása volt a Cseh Vasutak részéről. Azonban a klasszikus EuroCity-vonatokat is továbbítani kell, illetve a teherszállításban is szükség van az elavultaknál erősebb és gazdaságosabb mozdonyokra.
Két prototípus (001 és 002) és egy sorozatgyártású (003) elektromos mozdony épült 2008-ban.
A mozdony sorozatgyártása 2009-ben folytatódott meg és 2010 augusztusára mind a 20 mozdony szolgálatba is állhat.

## Jellemzői
A mozdonyok 200 km/h-s sebességre alkalmasak, de egyelőre csak legfeljebb 160 km/h-s sebességgel járhatnak Prága és Brno, valamint Ústí nad Labem között. A teljes menetrend szerinti üzem előreláthatólag decemberben kezdődik, mert a járműveket át kellett alakítani, hogy egy baleset esetén a mozdonyvezető nagyobb biztonságban maradjon. Két mozdony is irányítható egy vezetőállásról.
A 20 ČD-mozdonyon kívül a ŽSSK részére is két 109E elektromos mozdony épült (109E2 gyári típusjelű, ŽSSK 381 sorozat). Mindkét autót 2011-ben építették. Az egyik fő különbség a korábbi verziókhoz képest a csökkentett maximális sebesség 160 km/h-ra.
Hat Škoda 109E3 (DB 102 sorozat) elektromos mozdonyt építettek 2016 - ban a német üzemeltető számára DB Regio (DB-től). Az egyik fő különbség a cseh és a szlovák változattól csak egy váltakozó áramú tápegység kialakítása (feszültség 15 kV, frekvencia 16,7 Hz).

## Alkalmazásuk a Railjetekben
A Railjetek az ÖBB nagysebességú távolsági ingavonatai. Az ÖBB eredeti szerződése 37 szerelvényre szólt, mely tartalmazott két később lehívható opciót is. Az első opcióban további 14 szerelvény szerepelt, a másodikban pedig még további 16 szerelvény. Az ÖBB a második opciót már nem hívta le, helyette eladta azt a Cseh Vasútnak. A vontatómozdonyok típusa sokáig bizonytalan volt, egyes korai feltételezések szerint a ČD 363 sorozat lett volna hozzá felhasználva. A csehek ezt az opciót is tovább bontották 8+8-ra, melyből az első nyolcat hívták csak le. Így az utolsó nyolc szerelvény Csehországba került. A szerelvények élére eredetileg a Škoda mozdonyokat szánták, de végül az ÖBB 1216-osai kerültek. A Najbrt színterv szerinti festést a következő Taurusok kapták: 1216 233 - 237 pályaszámúak, valamint a 149-es és 150-es.

## További képek

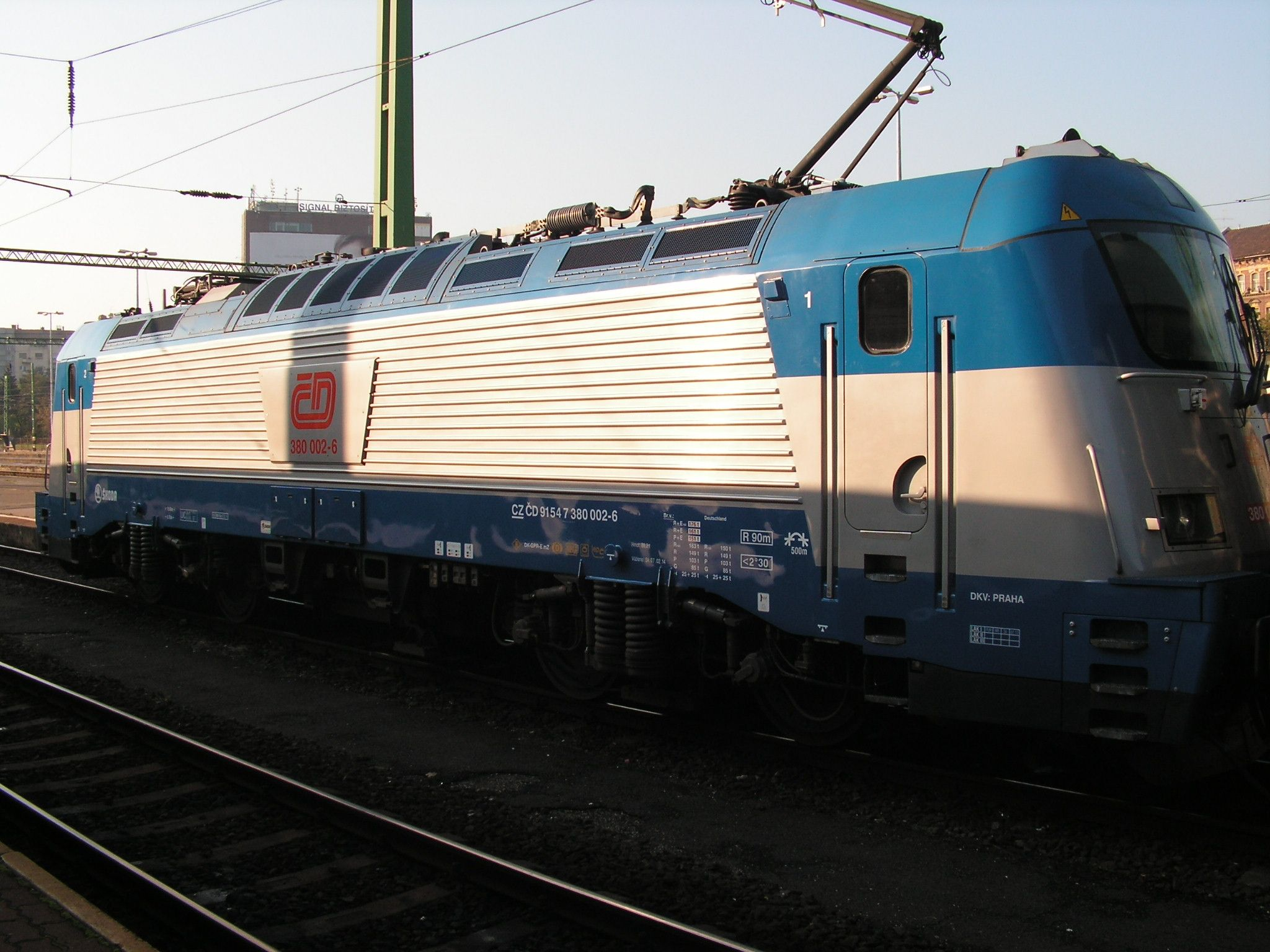
CZ-ČD 380 002 a Déli pályaudvaron
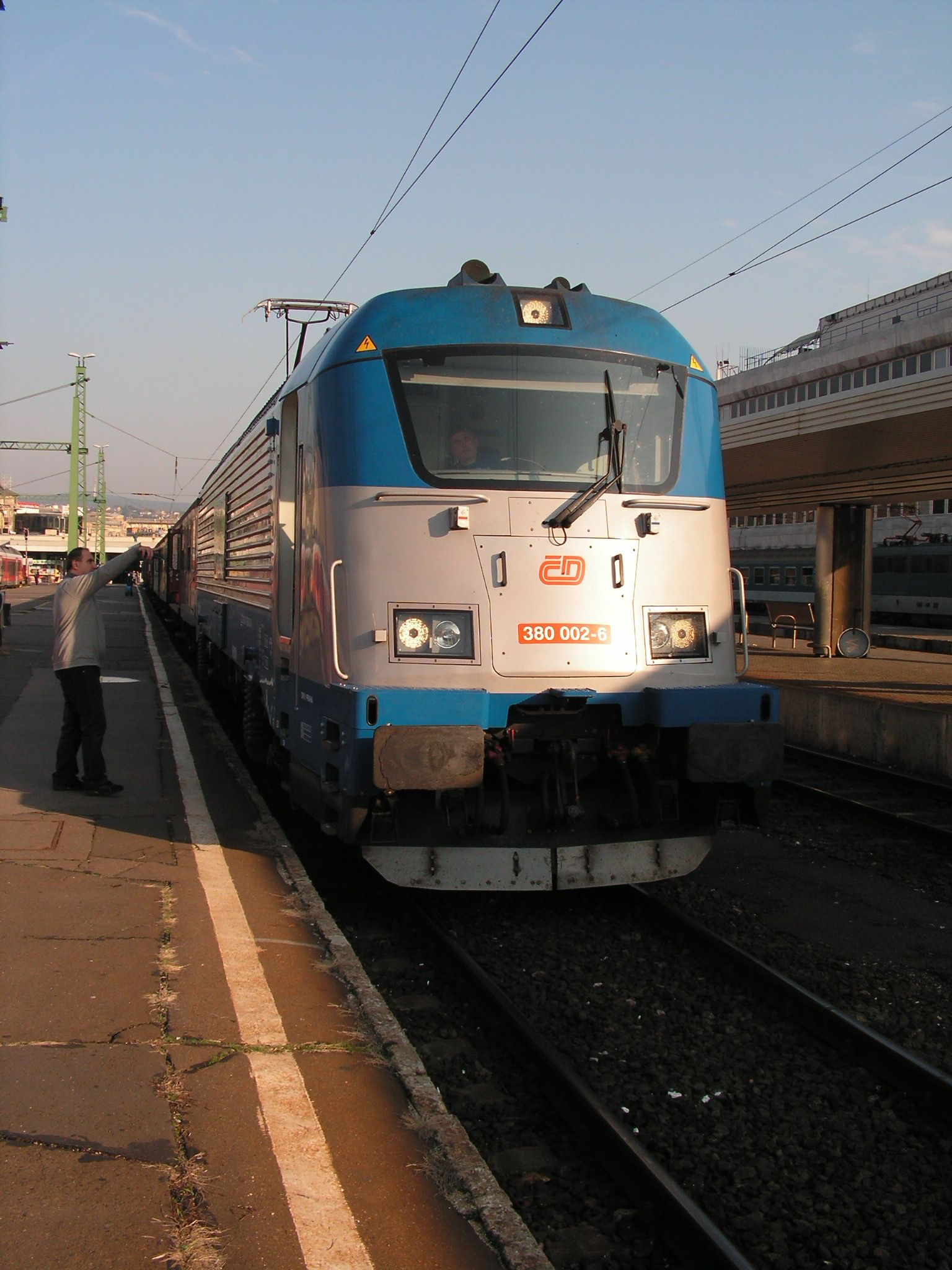
CZ-ČD 380 002 a Déli pályaudvaron
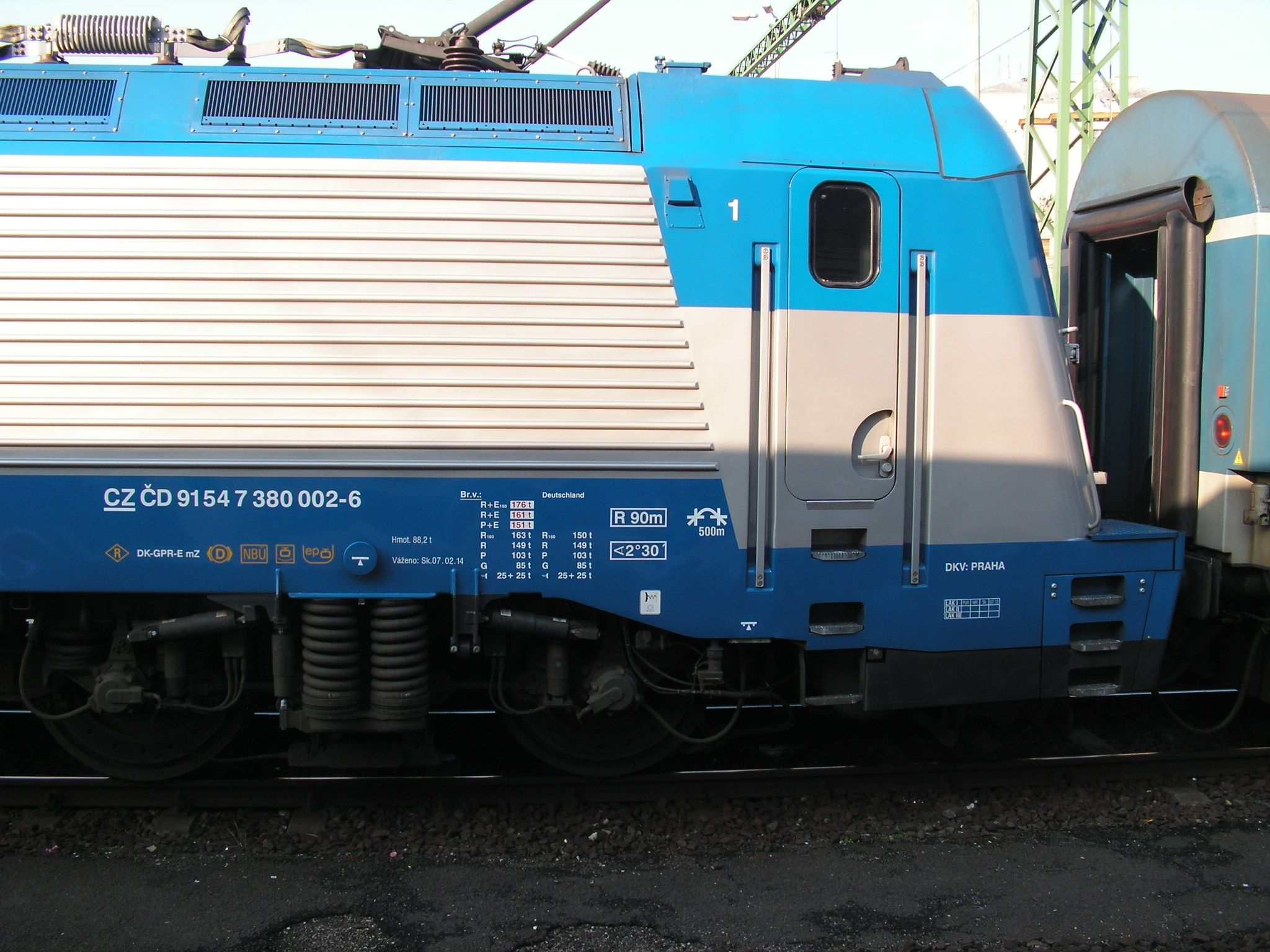
CZ-ČD 380 002 a Déli pályaudvaron
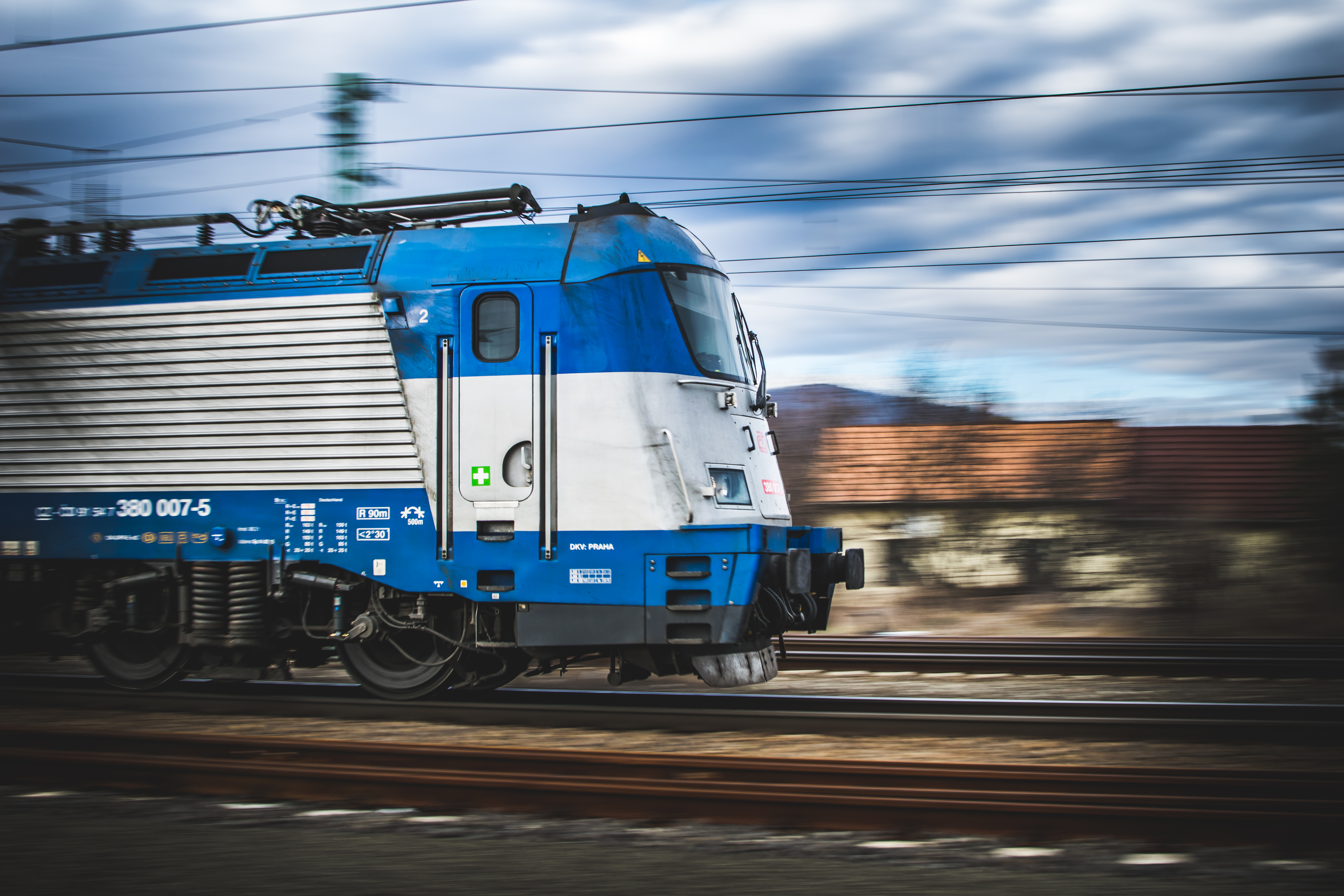
Škoda 109E Vácnál
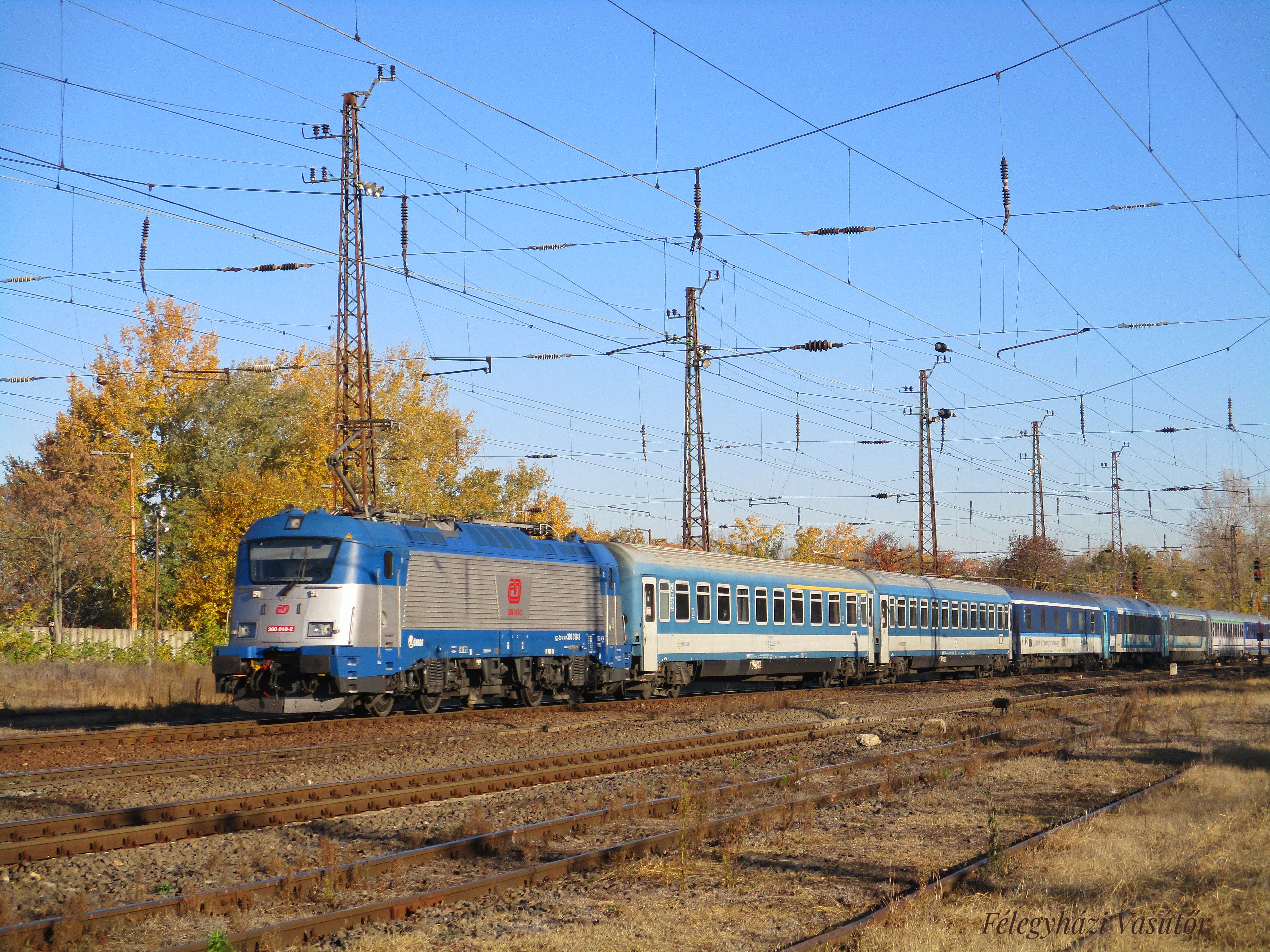
380 018-2 érkezik Rákospalota-Újpestre METROPOL EuroNight vonattal
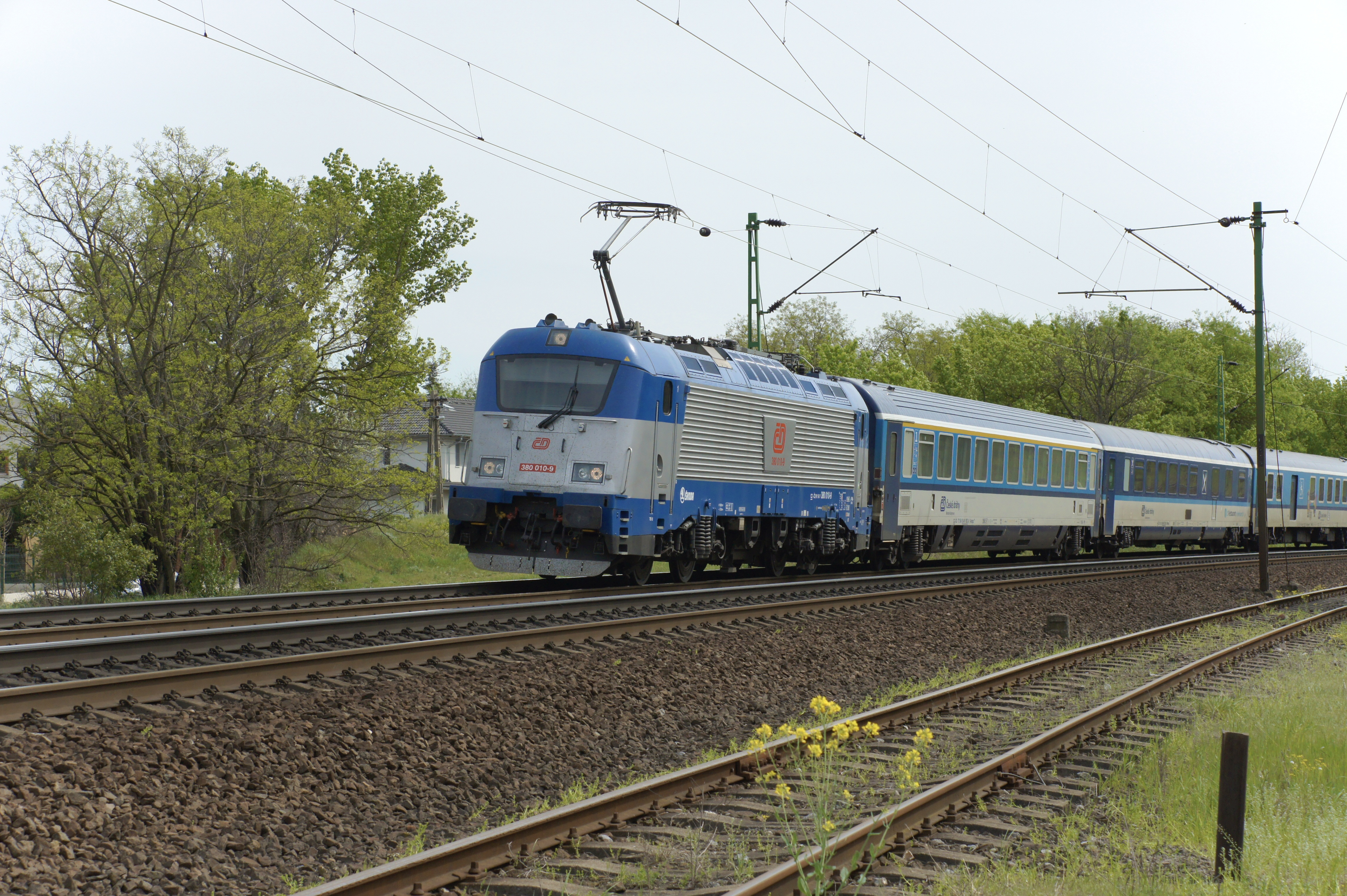
CD 380 010 - Metropolitan EuroCity